# Барнхарт, Джон Хендли
Джон Хендли Барнхарт (англ. John Hendley Barnhart, 1871 — 1949) — американский ботаник.

## Биография
Джон Хендли Барнхарт родился 4 октября 1871 года.
На протяжении многих лет до своего назначения помощником редактора Нью-Йоркского ботанического сада в 1903 году и вплоть до своей отставки в 1942 году Барнхарт усердно работал с досье ботаников в качестве библиографа. В 1909 году обнаружил статьи о никогда не существовавших ботаниках в библиографическом словаре Appletons’ Cyclopædia of American Biography.
Джон Хендли Барнхарт умер 11 ноября 1949 года.

## Научная деятельность
Джон Хендли Барнхарт специализировался на семенных растениях.